# Gręzów
Gręzów – wieś w Polsce położona w województwie mazowieckim, w powiecie siedleckim, w gminie Kotuń. Ma status sołectwa. Leży przy drodze krajowej nr , w odległości około 10 km na zachód od Siedlec. 
Nazwa pochodzi najprawdopodobniej od grzęzawisk, które znajdowały się dawniej na terenie wsi. Dużą część Gręzowa zajmują lasy (na zachodzie i północy) a także żwirownie, na wschodzie luźna zabudowa mieszkalna, a w środkowej części znajduje się skupisko domów, w Gręzowie działa kilka pieczarkarni. Gręzów posiada dobrze rozwiniętą komunikację. W miejscowości znajduje się 5 przystanków autobusowych i pętla autobusowa MPK Siedlce. 
W latach 1975–1998 miejscowość administracyjnie należała do województwa siedleckiego. 
W Gręzowie działa prężnie zespół taneczny "Active Dance",  Koło Gospodyń Wiejskich  oraz zespół pieśni ludowych "Gręzowianki". 
W 2012 roku, z inicjatywy młodzieży z zespołu Active Dance, została zapoczątkowana tradycja wakacyjnego Koncertu Charytatywnego, podczas którego zbierane są fundusze na leczenie chorych dzieci z gminy.
Wierni Kościoła rzymskokatolickiego należą do parafii Matki Bożej Nieustającej Pomocy w Starym Opolu.
Warto zobaczyć:
- Gręzów - Zespół dworski z XIX / XX w.. Polskie Zabytki [dostęp 2017-03-09]